# Montarsiccio
44°30′39″N 09°35′9″E / 44.51083, 9.58583
Montarsiccio (Môntarsìcc en dialecto parmense) es una fracción de Bedonia en provincia de Parma en el país de Italia, se encuentra a solo  3,94 km del centro histórico comunal.

## Geografía
La fracción de Montarsiccio surge a 788 m s.l.m., a los pies del Monte Pelpi. El territorio predomina sobre lo alto de un sector montañoso y ofrece una vista desde lo alto hacia Bedonia.

## Historia
La zona  antiguamente se le mencionaba con el nombre en latín de Monzolus, Mons Artiolus, Arciolus y Arsicius,  probablemente derivados del hecho que Montarsiccio surge efectivamente de las alturas del Monte Segarino. Ciertamente, al referirse al término latino arsus parece referirse al fuego de la vasta selva bedoniense de los romanos en el 165 a. C.

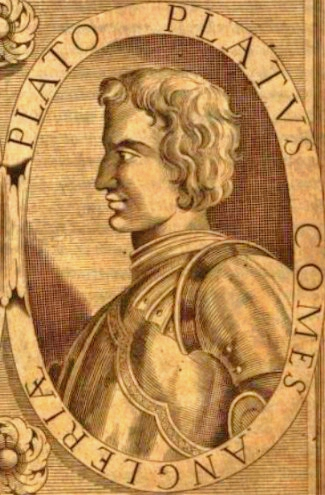
El testamento de Plato Platoni es el primer documento escrito en el que se menciona
la denominación de Montarsicius